# Stone Mountain (Stadt)
Stone Mountain ist eine Stadt mit dem Status „City“ im DeKalb County im Bundesstaat Georgia in den USA.
Bei der Volkszählung 2020 des US Census Bureau hatte sie 6703 Einwohner.

## Geographie
Der Stadtkern von Atlanta befindet sich in einer Entfernung von etwa 20 Kilometern im Westen. Der Flughafen Atlanta im Südsüdwesten ist 30 Kilometer entfernt. Stone Mountain wird im Westen von der Interstate 285 tangiert.

## Geschichte
Die Region um den großen Granitfelsen, den Stone Mountain, war seit Jahrtausenden ein Treffpunkt der Ureinwohner. Nach dem First Treaty of Indian Springs von 1821 wurde die Gegend zur Besiedlung auch durch Europäer freigegeben und wurde 1847 in Anlehnung an den Granitfelsen ebenfalls Stone Mountain genannt. Nach der Inbetriebnahme von Eisenbahnlinien, u. a. nach Augusta erlebte die Stadt, deren Einwohner überwiegend in der Landwirtschaft tätig waren einen ersten Aufschwung. 
Wegen einer 1915 erfolgten Neugründung des Ku-Klux-Klans auf dem Stone Mountain erregte der Ort öffentliche Aufmerksamkeit. Die Passage „Let freedom ring from Stone Mountain of Georgia!“ (lass Freiheit erschallen von Stone Mountain aus Georgia) in der I-Have-a-Dream-Rede von Martin Luther King dürfte als Erwiderung dazu stehen. Als 1970 ein Relief am Granitfelsen, das drei Persönlichkeiten der Konföderierten Staaten von Amerika: Präsident Jefferson Davis und die Generäle Thomas „Stonewall“ Jackson und Robert E. Lee zeigt, fertiggestellt wurde, erlebte der Ort einen starken touristischen Aufschwung.
Im Rahmen der Olympischen Sommerspiele 1996 wurden die Wettbewerbe im Tennis, Bogenschießen und Bahnradsport im nahen Stone Mountain Park ausgetragen. Einer populären Tradition folgend, findet in jedem Jahr das Yellow Daisy Festival in Stone Mountain statt. Es erhielt seinen Namen nach der zu den Rudbeckien zählenden Schwarzäugigen Rudbeckie (Rudbeckia hirta) (englisch: Yellow Daisy), die in der Umgebung zahlreich vorkommt.

## Demografische Daten
Im Jahr 2012 wurde eine Einwohnerzahl von 5940 Personen ermittelt, was eine Abnahme um 16,9 % gegenüber 2000 entspricht. Das Durchschnittsalter lag 2012 mit 32,8 Jahren unterhalb des Wertes von Georgia, der 39,7 Jahre betrug. Der Anteil der Afroamerikaner betrug 78,9 %.

## Kunst, Kultur und Freizeit
- Wells-Brown House (1036 Ridge Avenue) ist eine elegante neoklassizistische Residenz aus den frühen 1870er Jahren, die die Heimat der Stone Mountain Historical Society ist.
- Collectible And Antique Chair Gallery[7] (994 Main Street): eine dreiräumige Galerie und ein Geschäft mit über 3000 Miniaturstühlen.

## Söhne und Töchter der Stadt
- James Venable (1901–1993), Rechtsanwalt, Ku-Klux-Klan-Mitglied
- Chris Gardocki (* 1970), American-Football-Spieler
- Josh Wolff (* 1977), Fußballspieler
- Donald Glover (* 1983), Schauspieler, Musiker
- Andrew Goudelock (* 1988), Basketballspieler
- Al-Farouq Aminu (* 1990), Basketballspieler
- Raury (* 1996), Singer-Songwriter